# Parroquia Petare
Petare es una población venezolana, capital del municipio Sucre del estado Miranda y una de las 32 parroquias del área metropolitana de Caracas. Según el censo del INE en el año 2011, contaba con una población de 372 106 habitantes y unos 465 713 según estimaciones de 2025.

## Etimología
La voz «petare» tiene su origen en los vocablos «pet» y «are», ambos pertenecientes a la lengua Caribe hablada por los indígenas mariches, habitantes precolombinos de la actual zona al este de Caracas. Estas dos palabras significan «cara» y «río» respectivamente, lo cual permite concluir que Petare significa «frente al río», en clara alusión a la situación geográfica del núcleo fundacional, ubicado en las orillas del río Guaire (principal cuerpo de agua del valle de Caracas) y de la quebrada Caurimare.

## Historia

### Período Colonial

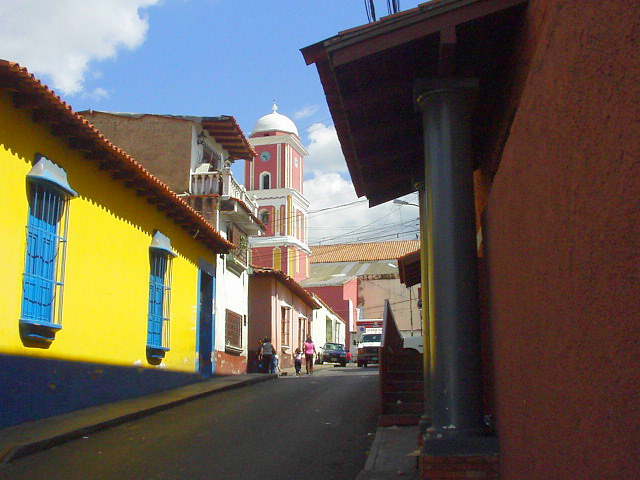
Una calle en el centro histórico de Petare

El 17 de febrero de 1621, el capitán Pedro Gutiérrez de Lugo y el padre Gabriel de Mendoza fundaron el pueblo del Dulce Nombre de Jesús de Petare, sobre una pequeña colina bordeada por la quebrada El Oro y los ríos Caurimare y Guaire.
Los mariches, grupo indígena perteneciente a la familia lingüística Caribe, habitaron estas tierras hasta 1573, cuando su principal cacique, el Cacique Tamanaco, murió a manos del conquistador español Pedro Alonso Galeas. A partir de entonces comenzó el sometimiento de los aborígenes y la repartición de las primeras encomiendas a cargo de Diego de Losada, Juan Gallegos, Sebastián Díaz Alfaro y Francisco Fajardo.
Según el uso de la época, los colonizadores, canarios en su mayoría, construyeron la villa siguiendo la forma cuadricular de la plaza central, a cuyo alrededor ubicaron la iglesia, los primeros edificios públicos, el mercado y las viviendas de las familias más notables.
En el fértil valle mariche proliferaron las haciendas de café, cacao, maíz y caña de azúcar; esta última era procesada en los trapiches cercanos para extraer el dulce papelón y el amargo aguardiente. Estos sembradíos abastecían de alimentos no sólo a los pobladores del Dulce Nombre de Jesús, sino también a sus vecinos de Caracas. Entre las más importantes se encontraban La Bolea, Los Marrones, La Urbina, Los Ruices, El Marqués, Macaracuay y Güere-Güere (hoy urbanización La California Norte).
La fecundidad del suelo y el agradable clima atrajeron a destacadas personalidades caraqueñas. Andrés Bello, José Félix Ribas, José Antonio Rodríguez Domínguez, Manuel de Clemente y Francisco de Berroterán (marqués del Valle de Santiago) formaron parte del selecto grupo de huéspedes que adquirieron propiedades para el cultivo y el descanso.
Los Caminos Reales también contribuyeron con el desarrollo de la economía local. Esta importante red de vías formaba un cruce en Petare, convirtiendo al pequeño pueblo en una parada obligada para los viajeros y comerciantes que transitaban desde Caracas, Baruta y El Hatillo hacia Guarenas y Mariches. Justo donde confluían estas rutas tenía lugar un dinámico intercambio de productos agrícolas y mercancías en general. El sitio posteriormente tomó el nombre de Los Portales. Entre los Caminos Reales destacaba el que unía a Caracas con Petare y que desde la quebrada de Santa Rosa pasaba a Sabana Grande (por la calle Real de Sabana Grande [Chacao]), Los Dos Caminos, Boleita y Petare propiamente, es decir, lo que se conoce como el casco colonial de la ciudad. Casi sin modificaciones, este Camino Real de Petare se convirtió, hacia mediados del siglo XX, en la avenida Francisco de Miranda, lo que explica el trazado de la misma, con curvas bastante suaves, pero sin tener tramos rectilíneos (es lo mismo que sucede en Nueva York con la avenida Broadway, que es la única calle que no es rectilínea de la ciudad por ser el antiguo camino colonial que unía el Norte con el Sur de la isla de Manhattan).
La estructura social estaba formada por cuatro segmentos: los esclavos (negros), el pueblo llano (campesinos, carreteros, artesanos e indígenas), los comerciantes (tenderos y pulperos) y los hacendados. Dicho orden permaneció prácticamente inalterado durante siglos. Era una sociedad pudiente, no aristocrática, pero sí con recursos económicos suficientes para adquirir objetos valiosos y emprender obras ambiciosas, como la iglesia del Dulce Nombre de Jesús y la capilla de Santa María Magdalena.

### Período Republicano (sigloXIX)

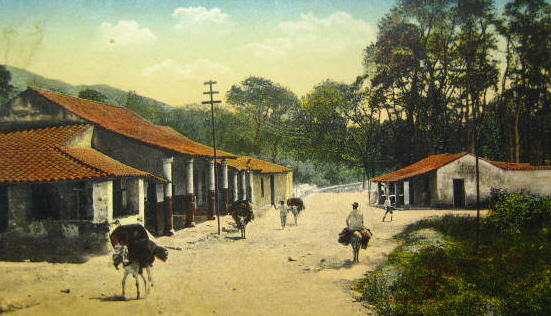
Camino de Petare a finales del

La paz y prosperidad que disfrutaron los petareños durante el siglo XVIII fueron truncadas por los sucesos que forjaron la Independencia de Venezuela, especialmente aquellos que dieron término a la Primera y Segunda República: el terremoto de 1812 y la emigración a Oriente de 1814. Los campesinos abandonaron los campos para evitar ser reclutados en los ejércitos en pugna, hecho que provocó la quiebra de la industria agrícola y la escasez de comida.
Por aquella época también cambió el estatus político de Petare. El Pueblo de Doctrina de Indios pasó a Corregimiento, órgano dependiente del gobierno de Caracas. Luego recibió el título de Cantón en 1822, según la Ley del 2 de octubre de 1821, cuyo artículo 42 estableció la formación de su primer Cabildo. Hacia 1863, los cantones se convirtieron en Municipio. Ese mismo año, Petare pasó a ser la capital del distrito Urbaneja y posteriormente la capital del Estado Soberano Bolívar en 1872.
Poco a poco volvió el bienestar económico a la villa gracias, una vez más, a las labores del campo, que constituyeron el sostén de la comunidad hasta bien entrado el siglo XX. Los avatares políticos y las epidemias poco afectaron este resurgimiento de la actividad agrícola. A finales del siglo XIX existían 115 haciendas de café, 15 trapiches y otras muchas siembras de maíz y legumbres, además de parcelas para la cría de ganado, gallinas y cerdos.
Los avances en los servicios públicos sellaron el fin de siglo. En 1880 se construyó un acueducto y entró en funcionamiento el telégrafo, el cual permitió las comunicaciones con el resto del país. Dos años después era probado por primera vez en nuestra historia un novedoso aparato: el teléfono. Gerardo Borges trajo los primeros teléfonos microfónicos a Venezuela para ubicarlos en un par de estaciones situadas entre Caracas y Petare. Una vez concluidos los ensayos, el entonces presidente, Antonio Guzmán Blanco, hizo la llamada inaugural, luego de la cual expresó su asombro y satisfacción, diciendo que la comunicación era tan buena que podía sentir el aliento de su compadre situado al otro lado de la línea.
La Compañía Gran Ferrocarril de Venezuela asimismo llevó a cabo por encargo del Ilustre Americano el tramo de rieles desde Caracas hacia Petare, cuya inauguración se efectuó el 4 de septiembre de 1886. La parada final estaba ubicada en la actual calle Las Tunitas, pero más tarde, la línea avanzó en dirección a Santa Teresa.
En 1897, Petare fue el primer pueblo del valle capitalino que disfrutó de la luz eléctrica, gracias a su cercanía con la planta de El Encantado. Todos estos importantes acontecimientos fueron debidamente reseñados por periódicos locales, como «El Ávila» (1882), «El Civismo» (1887) «El Petarense» (1892-1898), «El Porvenir» (1890-1891) y «El Orbe» (1891-1894).

### Época Contemporánea (SiglosXXyXXI)

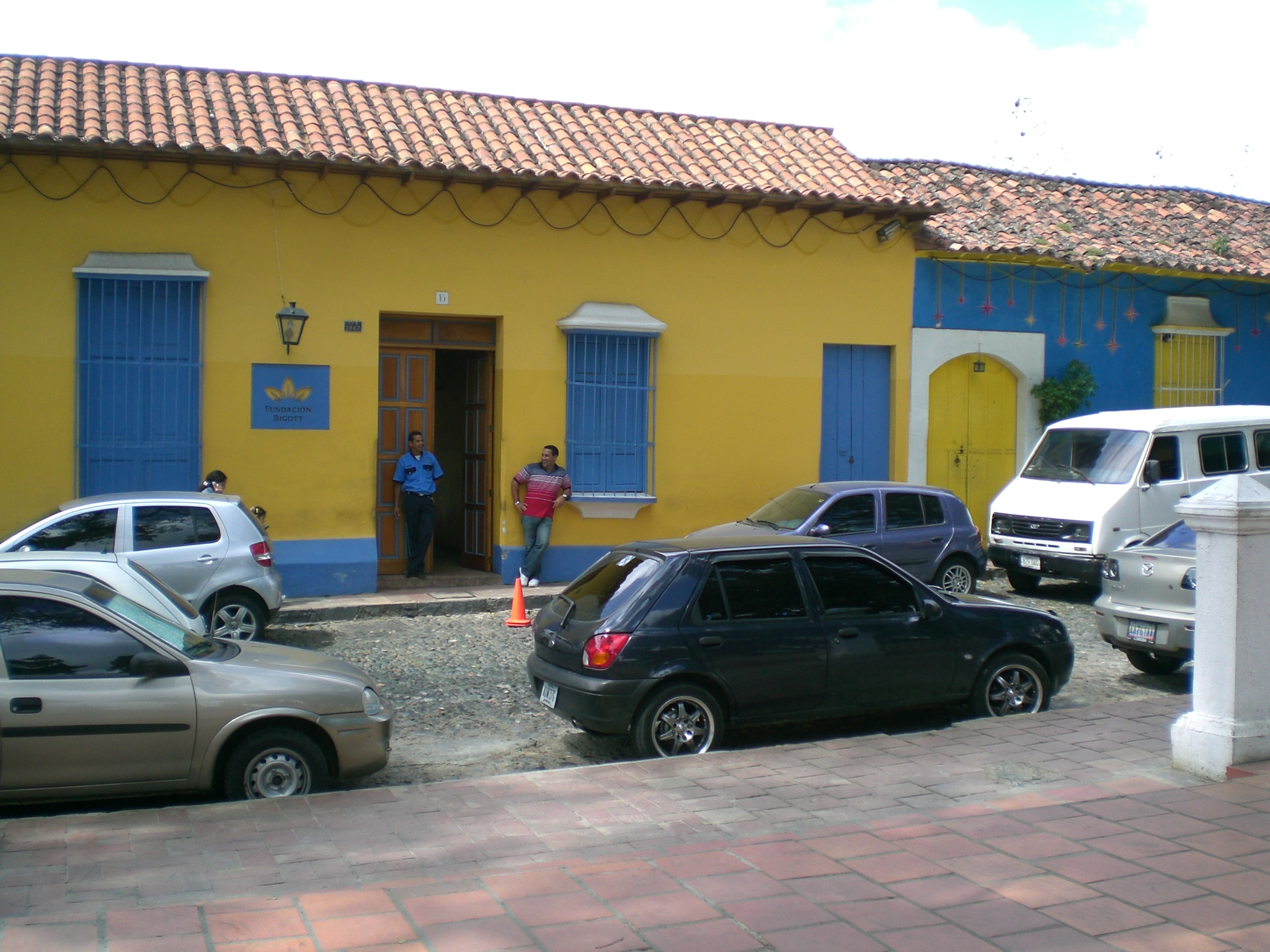
Sede de la Fundación Bigott

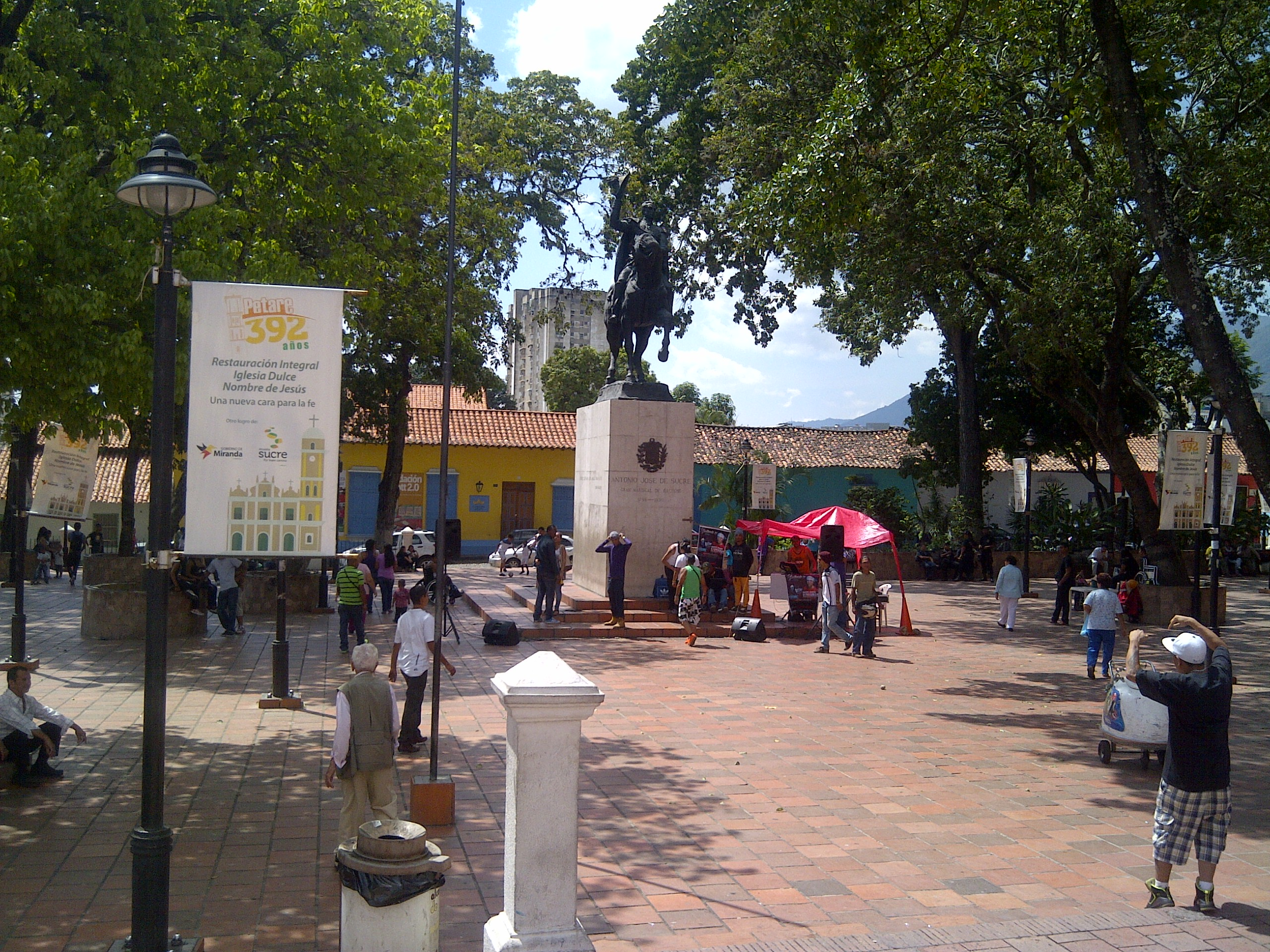
Plaza Sucre

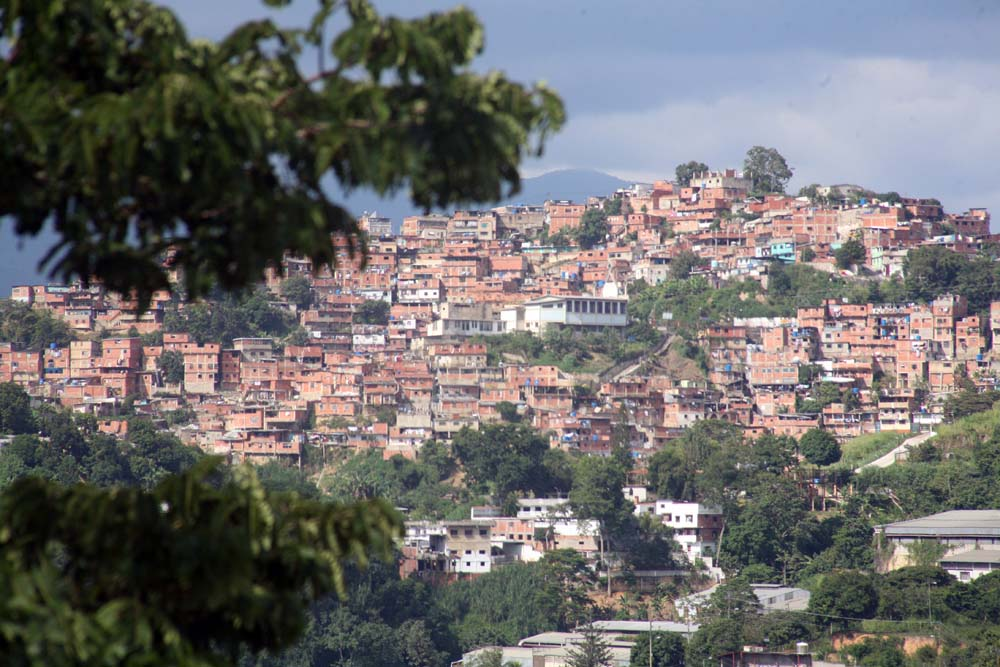
Un barrio de Petare

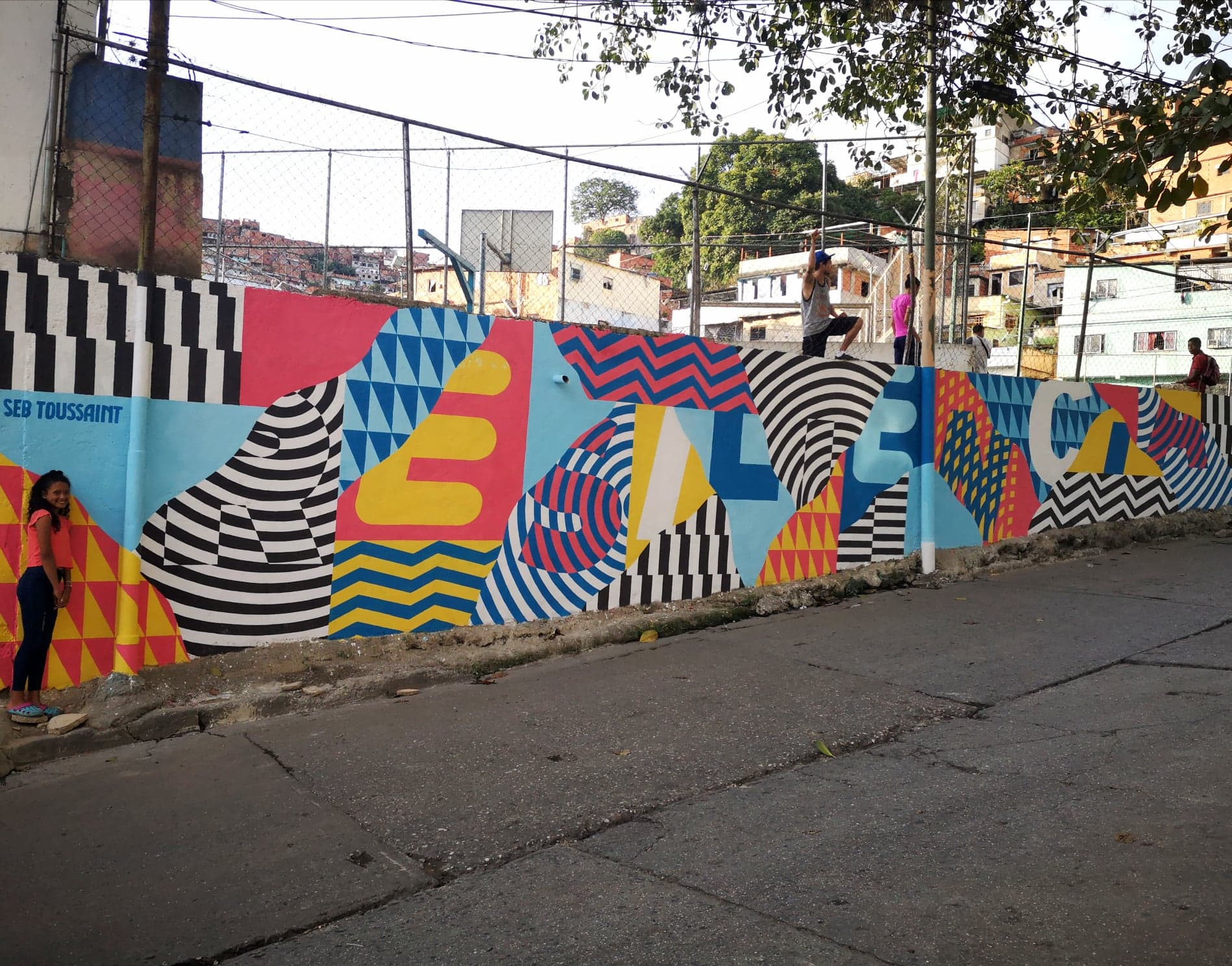
Mural del artista Seb Toussaint en Petare (2019)

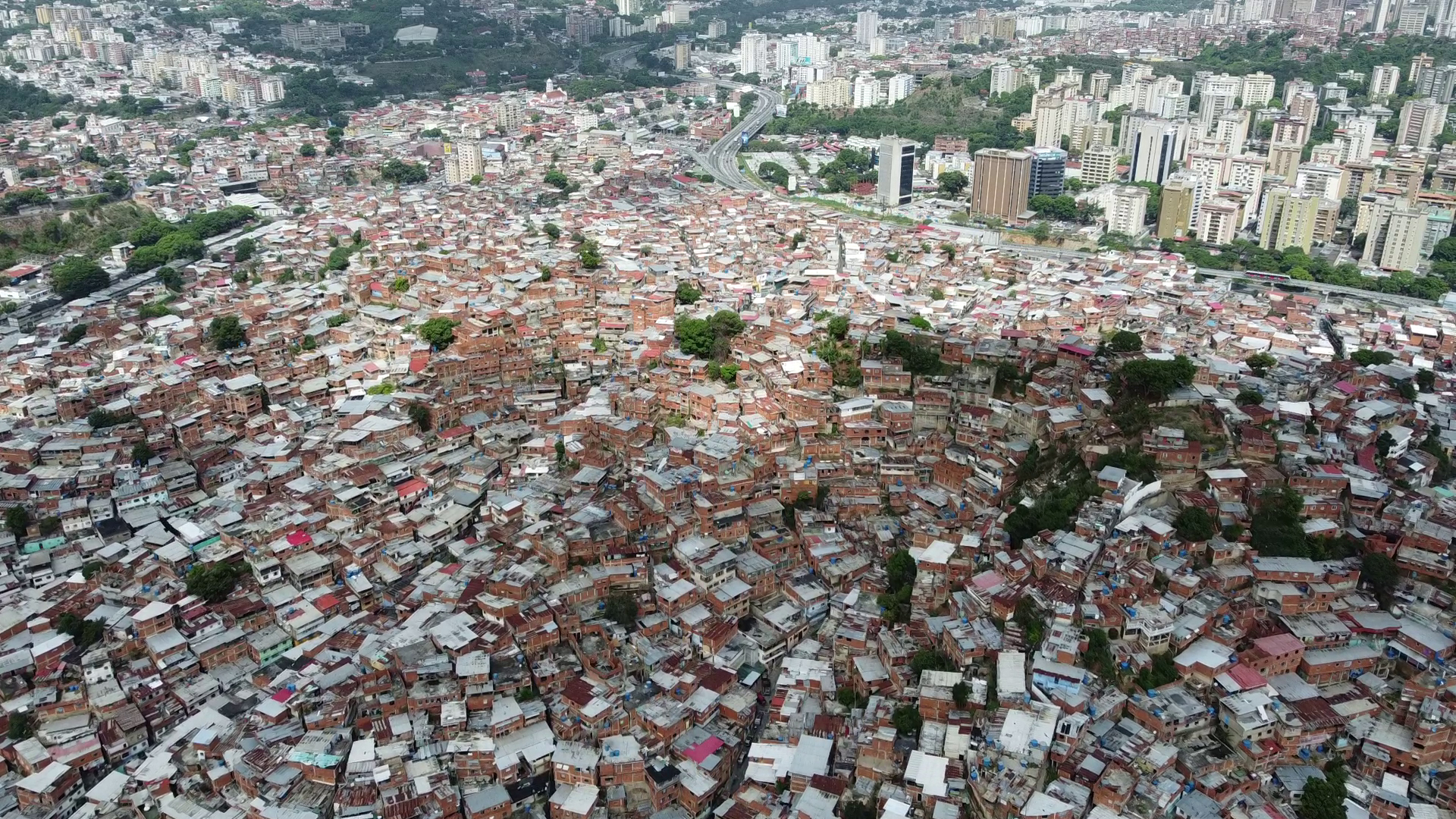
Un barrio de Petare (2023)

El siglo XX comenzó con un nuevo ordenamiento político para Petare. En 1904, la capital del estado Miranda fue trasladada a Ocumare del Tuy, por lo que Petare se convirtió en la cabeza del departamento Sucre de la sección oriental del distrito federal, hasta que siete años después recibió el nombramiento de capital del distrito Sucre del estado Miranda.
Hasta la década de los años 50, aproximadamente, los caraqueños frecuentaban el pueblo y sus inmediaciones, seducidos por el hermoso paisaje de campos sembrados y ríos claros, la bucólica estampa de las casas de estilo colonial y las templadas temperaturas entre 23 y 25 grados centígrados. Entre los ilustres visitantes estaban la escritora Teresa de La Parra, quien pasó algunas temporadas en la Hacienda Güere-Güere; y Tito Salas, pintor que escogió como residencia la casona El Toboso junto al puente de Baloa de la vía del ferrocarril del Tuy, donde organizaba reuniones para sus amigos, Andrés Eloy Blanco e Isaías Medina Angarita.
Entre 1954 y 1957 se operó el primer cambio importante en la fisonomía del lugar en virtud de la construcción de la avenida Francisco de Miranda, el edificio Battaglia, el Hospital de Emergencias Pérez de León, la escuela municipal José de Jesús Arocha y los bloques de La Vega, obras realizadas durante la dictadura del general Marcos Pérez Jiménez.
La era democrática trajo más transformaciones profundas: los servicios públicos, como el transporte, educación, salud, electricidad y aguas fueron ampliados y mejorados para el beneficio de la colectividad. Sin embargo, también empezó un violento proceso de crecimiento humano, propiciado por la sustitución de las extensas plantaciones por modernas urbanizaciones, zonas industriales y barriadas populares.
Preocupados por la avalancha del progreso, las autoridades decidieron proteger el viejo casco de Petare, que conservaba casi intactos sus edificios, viviendas y espacios públicos. En tal sentido, el 2 de agosto de 1960, el Estado venezolano declaró Monumentos Históricos Nacionales la iglesia del Dulce Nombre de Jesús y la capilla de Santa María Magdalena, según Gaceta Oficial N.º 26.320.
Igualmente, la Cámara municipal del distrito Sucre creó, mediante la resolución del 29 de octubre de 1964, el centro histórico de Petare, a fin de preservar esta área urbana, rica en testimonios de la identidad cultural de Venezuela. Sus límites retoman el espacio original ocupado por el antiguo pueblo y sus edificios quedaron sujetos a reglamentos especiales de construcción.
A pesar de estas medidas, el sector ha sufrido la demolición y modificación de sus viejas edificaciones, debido al indiscriminado establecimiento de locales comerciales y paradas de transporte para atender a la enorme población de las urbanizaciones y barriadas vecinas. El tránsito constante de este inmenso número de personas ha traído como consecuencia el colapso de los servicios públicos y la proliferación de males sociales antes desconocidos. 
En 1990, Petare pasó a ser la capital del Municipio Sucre y el censo de ese mismo año contabilizó 500 800 pobladores. 
Sucre es un municipio complejo y diverso, de sus cinco parroquias Petare es la más grande, combina diferentes paisajes naturales y urbanos, sectores socioeconómicos diversos de lo formal a lo informal, en un mismo territorio. Concentra servicios de carácter regional como universidades, hospitales, parques metropolitanos, centros comerciales, edificaciones gubernamentales y terminales de transporte, siendo precisamente la movilidad y alta concentración de unidades de transporte y personas las que generan el mayor caos en sus calles y avenidas. Todo esto crea una gran demanda de servicios que alcanza niveles críticos y fallasdesde sus urbanizaciones de clase media a las comunidades populares densamente pobladas en los cerros. 
Una vez más en procura de su salvación, el 31 de agosto de 1993, el Consejo del Municipio Sucre emitió la Ordenanza para la Conservación y Desarrollo del centro histórico de Petare, documento que regula el uso de las edificaciones y dictamina la creación de una junta especial para la salvaguarda y revitalización de la zona.
El 7 de octubre de 2000, el Consejo Legislativo del Estado Miranda declaró al casco colonial de la ciudad como Centro Histórico, Cultural y Turístico, mediante una resolución que reconoce su valor patrimonial y su importancia en la identidad regional.
La medida contempló la creación de una comisión especial, integrada por representantes de instituciones públicas y privadas, con la misión de elaborar un plan integral de recuperación y conservación del sector. Este plan incluye, entre otros elementos destacados, la Casa de Tito Salas, emblemática residencia del pintor e historiador venezolano, y el Trapiche Arvelo, vestigio de la actividad agroindustrial tradicional de la zona.
A pesar de la declaratoria, los resultados concretos de esta resolución aún están pendientes de materialización, y el estado de conservación del casco histórico continúa siendo motivo de atención por parte de la comunidad y las autoridades.

## Demografía

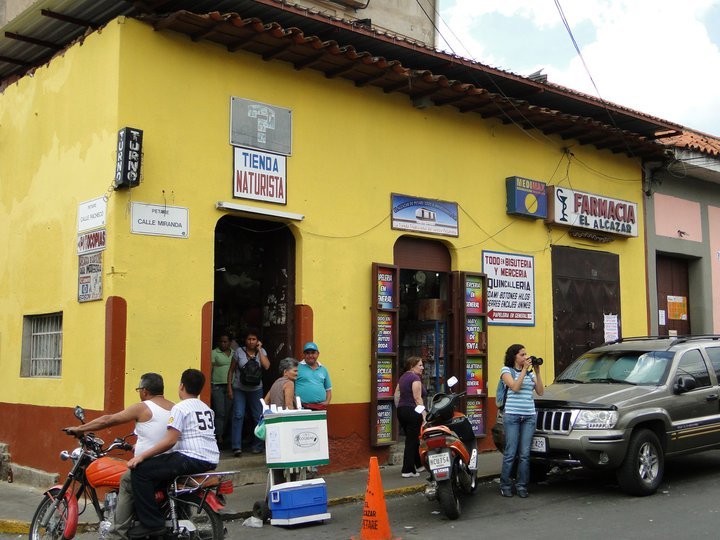
Zona colonial

Petare en un principio fue una ciudad independiente, y después plaza dormitorio de Caracas, hasta reconocerse como incorporada al área metropolitana de Caracas a mediados del siglo XX, siempre con un crecimiento próspero, al estar tan cerca de la ciudad de Caracas. Hacia 1961 contaba con 177 631 habitantes, incrementándose a 557 039 en 1990 y 675 254 en el año 2000, aunque se considera que con su zona de influencia, compuesta en su mayor parte por barrios informales que se extienden incluso a través de las parroquias Caucaguita, La Dolorita y Mariches este número podría ser superior. Según el censo del INE en el año 2011,  solo la parroquia Petare contaba con una población de 372 106 habitantes y unos 465 173 según estimaciones para 2025.
Las adyacencias de su casco central constituyen una importante zona comercial, debido a la gran cantidad de vendedores y consumidores que concentra. Como se mencionó anteriormente, en los alrededores de este núcleo se conformaron cerca de 2000 barrios no planificados, la mayoría de ellos habitados por personas de bajos recursos.

### Sectores
En el área de Petare, especialmente en los relieves que se encuentran hacia el este y sureste del municipio, se encuentran varios sectores que también forman parte de la misma como: La Agricultura, 1.º de mayo, El Carpintero, Barrio El Nazareno, El Morro, Balkara, Maca, La Línea, El Carmen, El Obelisco, La Machaca, Las Brisas, El Chorrito, San Blas, La Invasión, El Hueco, El Encantado, Las Praderas, El Mirador del Este, El Tanque, Pablo VI, Buena Vista, San Miguel, 19 de abril, El Torre, San José, 12 de Octubre, Pumarrosa, Angarita, Cuñumero, El Araguaney, Barrio Bolívar, Antonio José de Sucre, La Bombilla, Jóse Félix Ribas, 5 de Julio y 24 de Julio. Estos sectores están formados por viviendas informales, con servicios urbanos bastante precarios y están caracterizadas por su elevado nivel de informalidad, su congestionamiento e incluso hacinamiento, con escasas y deficientes vías urbanas. 

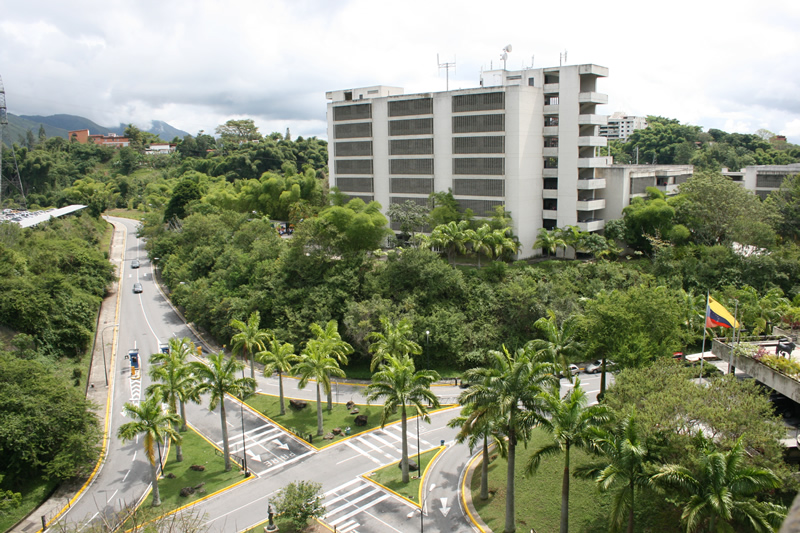
Campus La Florencia, Universidad Santa María en el km 4 de la carretera Petare-Santa Lucía

En los alrededores del casco colonial de la ciudad, en cambio, se hallan urbanizaciones planificadas, tales como: Palo Verde, Urbanización Leoncio Martínez (Las Vegas de Petare), El Llanito, Lomas del Ávila, Colinas de La California, La California (Norte y Sur), Terrazas del Ávila, Colinas de Los Ruices, El Marqués, Macaracuay y Miranda. Estas urbanizaciones concentran una mayor calidad en sus servicios públicos y sus habitantes poseen, significativamente, mayores recursos económicos que los habitantes del sector del este y sureste ya señalado. Algunos urbanizaciones poseen zonas industriales y comerciales que completan la extensión total del municipio Sucre, destacándose: La Urbina (Norte y Sur), Horizonte, entre otras.

### Educación
Igualmente, en su periferia también se encuentran tres importantes universidades privadas de Caracas: la Universidad Santa María, la Universidad Metropolitana y la Universidad Monteávila. Asimismo, el Instituto Universitario Politécnico Santiago Mariño, Extensión Caracas, en la calle 10 de La Urbina (que gradúa Arquitectos e Ingenieros) y el Instituto Universitario de Tecnología Antonio José de Sucre (que gradúa técnicos superiores universitarios en diversas especialidades). Además del Instituto Universitario Jesús Obrero «IUJO»(Fe y Alegría), este es una extensión de la sede principal en Catia, ubicado en la población de Mesuca, y del Instituto Pedagógico de Miranda José Manuel Siso Martínez que pertenece a la Universidad Pedagógica Experimental Libertador (UPEL) el cual ofrece diferentes especialidades de la carrera docente como: Educación Integral, Educación Técnica e Industrial, Educación Física, Educación Inicial, Lengua Castellana y Literatura, Matemática y Física, ubicado al final de la avenida Principal de la Urbina.

## Centro histórico de Petare

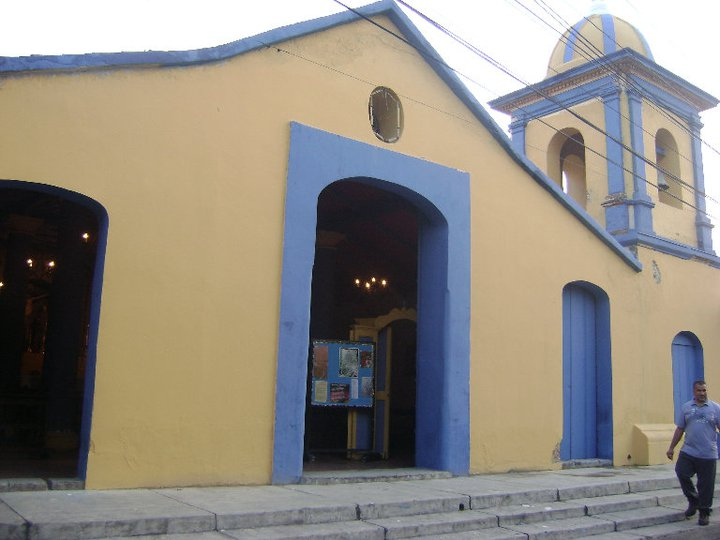
Capilla María Magdalena o de El Calvario

El centro histórico de Petare está ubicado en la sección más oriental del Valle de Caracas, sobre una elevación de 840 m s. n. m., característica decisiva que indujo a los conquistadores españoles a escoger la plaza como sitio ideal para la fundación del pueblo de doctrina del Dulce Nombre de Jesús de Petare el 17 de febrero de 1621. La singularidad del trazado ortogonal de sus calles de estructura cerradas (rematadas perpendicularmente en fachadas); su autenticidad (definida por la morfología y elementos constructivos de sus casas) y el valor social de una comunidad profundamente arraigada, de definida personalidad histórica y cultural, constituyen motivos suficientes para considerarlo como un legítimo Bien Cultural Nacional que invita a la aventura de conocerlo y disfrutarlo. En sus 26 manzanas que ocupan una superficie de poco más de 10 hectáreas, se localizan una serie de edificaciones y espacios públicos con alto valor patrimonial y ambiental, tales como:
- Iglesia Dulce Nombre de Jesús: construida a partir de 1621, después de que los cimientos donde debería ser construida fueron bendecidos por el Padre Gabriel de Mendoza, el día que se fundó el pueblo. Por las características técnicas y morfológicas, por los materiales utilizados y por su decoración, este templo representa un ejemplo indicativo de una época, la colonia, caracterizada en Venezuela por un tipo de arquitectura que va más allá de la sencillez evidente su estilo barroco, se propone como un fenómeno autónomo respecto a las corrientes contemporáneas del mundo americano. La riqueza de sus retablos, imágenes, pintura y orfebrería lo convierten en una verdadera riqueza artística y arquitectónica mereciéndole el título de monumento Histórico Nacional.
- Capilla Santa María Magdalena: Por iniciativa de Don Marcos Joseph Tovar comienza a construirse el 19 de marzo de 1785 este monumento Histórico Nacional, dedicado a Santa María Magdalena, en el sitio petareño del Calvario, del cual toma entonces su nombre popular de capilla del Calvario.
- Casa de Los León: Casa de habitación construida a principios del siglo XIX por la familia León, descendientes directos de uno de los precursores de nuestra independencia política. Habitada durante mucho tiempo por grandes hombres y mujeres de la familia León como Baltazar León y Ana Francisca Pérez de León.

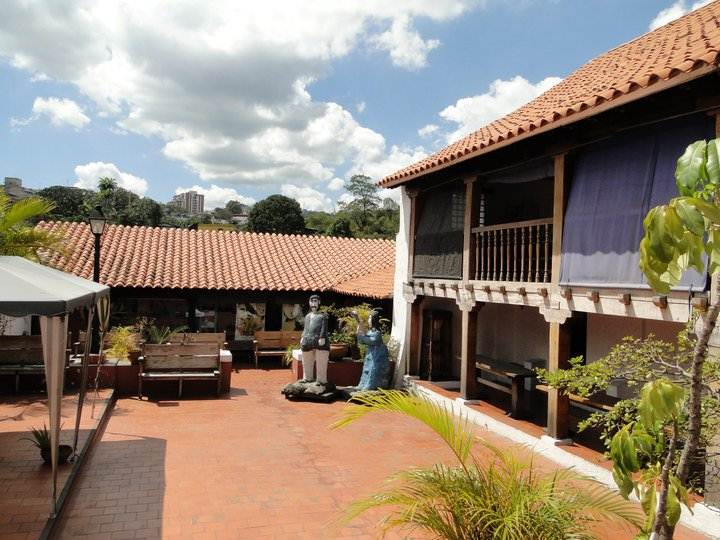
Museo de Arte Popular de Petare Bárbaro Rivas

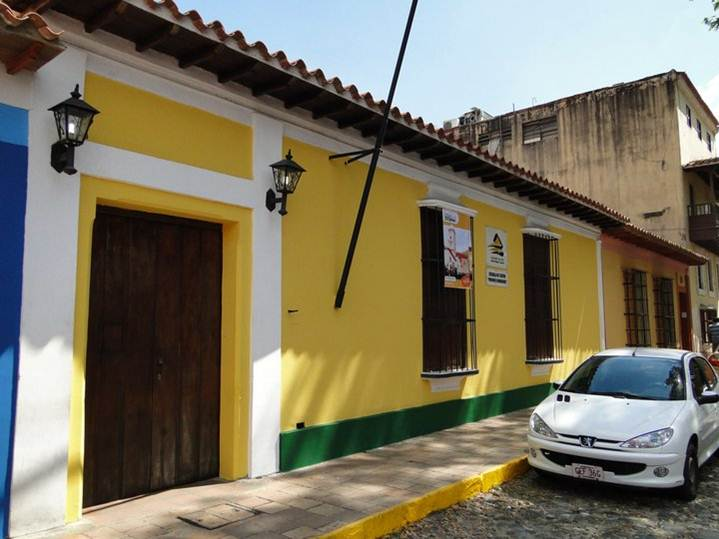
Fundación José Ángel Lamas

- Museo de Arte Popular de Petare: inaugurado el 22 de febrero de 1984 por el Concejo municipal del distrito Sucre, se ubica en la casona de la familia Clemente del Valle, parientes del prócer de la independencia Lino de Clemente. Este Museo tiene la más variada muestra de arte popular.
- Fundación José Ángel Lamas (Fundalamas): Fundada en 1983, se encarga de la preservación e investigación respecto a los bienes patrimoniales del municipio, la formación de actores y grupos teatrales, la custodia y manejo de fuentes documentales bibliográficas y hemerográficas, a través de sus cuatro entes adscritos: Centro de Historia Regional, el Museo de Arte Popular Bárbaro Rivas de Petare, la Escuela de Teatro Porfirio Rodríguez y la Oficina Técnica de Patrimonio
- Casa Parroquial: vecina del palacio municipal es testimonio de la arquitectura civil colonial de fines del siglo XVIII. Fue realizada por orden de Don Antonio Xeldler.
- Concejo Municipal: edificio sede de la Alcaldía del municipio, comienza a ser construido a finales del siglo XIX, siendo transformado en múltiples ocasiones y siguiendo una clara línea neoclásica.
- Callejón Z: fue construido ante la necesidad de la apertura de una vía de comunicación desde la parte baja bordeando el río Caurimare. Con la construcción del puente de las tunitas sobre este cauce y la proliferación de viviendas a los lados de la vía se constituyó por muchos años como el Camino Real de Petare.
- Fundación Bigott: desde 1982 se encarga de la difusión, rescate y fomento de la cultura popular venezolana, cuenta con 12 salones de clases y un centro de documentación con los mejores títulos sobre cultura popular venezolana. También venden las publicaciones y discos producidos por la compañía. En el año 2000 se establecen en el centro histórico de Petare frente a la plaza Sucre.
- Casa de la Cultura Jerman U. Lira: creada en 1960 por decreto del Concejo municipal, su director, Hernán Guerrero, comenzó a desarrollar actividades de promoción cultural para la comunidad a través de espectáculos públicos, clases de música, pintura, entre otras actividades.
- Plaza Sucre: antigua plaza principal en tiempos de la fundación del pueblo a principios del siglo XIX, esta plaza ha tenido varios nombres, primero fue llamada plaza Antonio Guzmán Blanco, posteriormente se elige como elemento y lugar de reconocimiento de un pueblo el gran Mariscal de Ayacucho Antonio José de Sucre.
- Casa de Habitación del pintor Tito Salas: se encontraba en la hacienda El Toboso, núcleo original del conjunto cuya casa data de unos 200 años, en una época albergó un convento. Desde 1932 fue la residencia del ilustre pintor Tito Salas y su familia. Casa construida a final de los años cincuenta por artesanos, con materiales españoles basada en la arquitectura española. Para el 11 de noviembre de 2013 un grupo de vecinos y cultores de la zona se dieron a la tarea del rescate de la casa que estaba abandonada y que por algún motivo El Ministerio de Cultura no visibilizaba, Los cultores pertenecientes a los Artistas de Petare, Artesanos y poetas de la Casa de La Poesía Luis Felipe Moreno se dieron a la tarea del rescate, contando con la participación del consejo Comunal Pet-Are y la Coorpomiranda a cargo de Elías Jaua, la primera reinauguración fue el 2 de diciembre de 2014 y la segunda abriendo la Casa al público de junio del 2015 por el presidente de la República Nicolás Maduro Moros, quedando útil para el uso de los habitantes del Municipio sucre con nombre de centro cultural El Toboso.
- Plaza Sagrado Corazón de Jesús de Petare: esta plaza está ubicada en el lugar donde antes se encontraba la plaza Lino de Clemente y Las Madres, justo en la Redoma de Petare al final de la avenida Francisco de Miranda. Inaugurada por el alcalde Bermúdez en el año 2000, bajo el pontificado de Juan Pablo II en el año del jubileo dos mil, siendo Arzobispo de Caracas el Monseñor Ignacio Velasco y Nuncio Apostólico Monseñor Leonardo Sandri

La población de Petare se ubica en el punto más al este del área metropolitana de Caracas, siendo la principal salida hacia las poblaciones de Guarenas, Santa Lucía y el oriente del país. Petare se encuentra conectada con el resto de la ciudad a través de la autopista Francisco Fajardo y la avenida Boyacá conocida por sus habitantes como la Cota Mil (avenida Boyacá) junto al sistema del Metro (con sus estaciones en Petare y Palo Verde, pertenecientes a la línea 1).

## Parques
La parroquia Petare posee numerosos parques siendo el más destacado el parque nacional El Ávila que ocupa una gran parte del norte de la parroquia (unos 24 kilómetros cuadrados aproximadamente). Otros parques incluyen el parque recreativo Rómulo Gallegos, el parque Panaquire, el parque Miguel Otero Silva, el parque Miguel José Sanz, el parque Yare, parque La Llovizna y muchos más.

### Parque nacional El Ávila

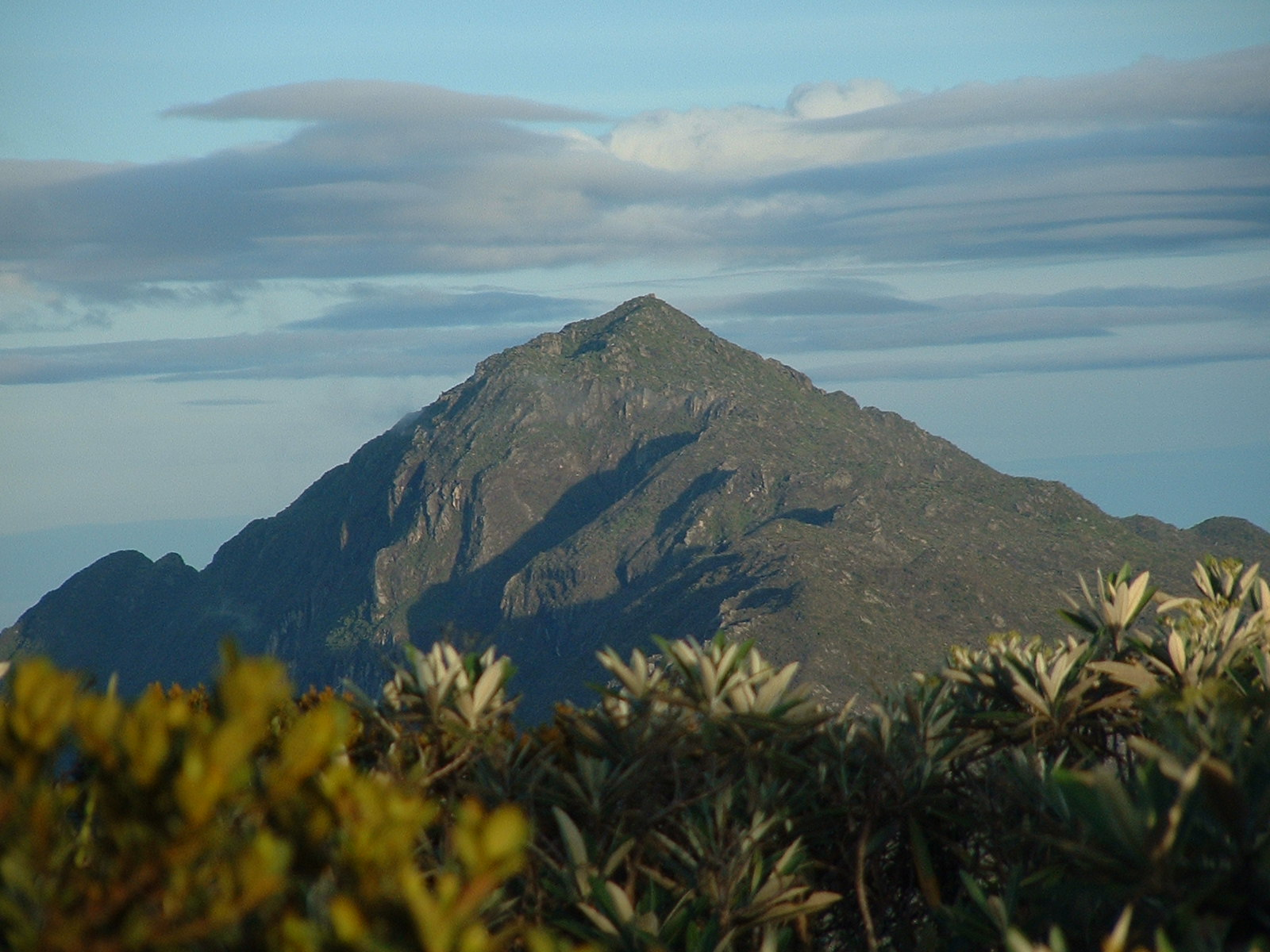
Pico Naiguatá en el extremo norte de la parroquia Petare, parque nacional El Ávila

Dentro de la jurisdicción de la Parroquia Petare del Municipio Sucre se encuentran parte de las atracciones naturales protegidas del parque nacional El Ávila, unos 25,8 kilómetros cuadrados del total, entre ellas el pico Naiguata, el sector El Anfiteatro, los platos del Diablo, el sector de la Arepa, Rancho Grande, el Topo dos Banderas, el Mirador El Edén, el sector de la Julia, entre otros.

## Deporte

### Petare FC
Petare Fútbol Club es un equipo de fútbol venezolano establecido en la ciudad de Caracas, que actualmente juega en la segunda división de Venezuela. Juega en el estadio olímpico de la UCV, fundado el 18 de agosto de 1948 como el Deportivo Italia Fútbol Club.
En julio de 2010 el equipo fue llevado a la parroquia de Petare para pasar a llamarse Deportivo Petare. El cambio fue realizado debido a la poca asistencia registrada a los partidos, buscando hacer un nombre que llegara más a los aficionados.
El equipo cuenta en su Palmarés con cinco campeonatos de la Primera División venezolana y también ha sido 3 veces campeón de la Copa Venezuela (1961, 1962 y 1970), consiguiendo el famoso Pequeño Maracanazo del Deportivo Italia en 1971.

## Transporte

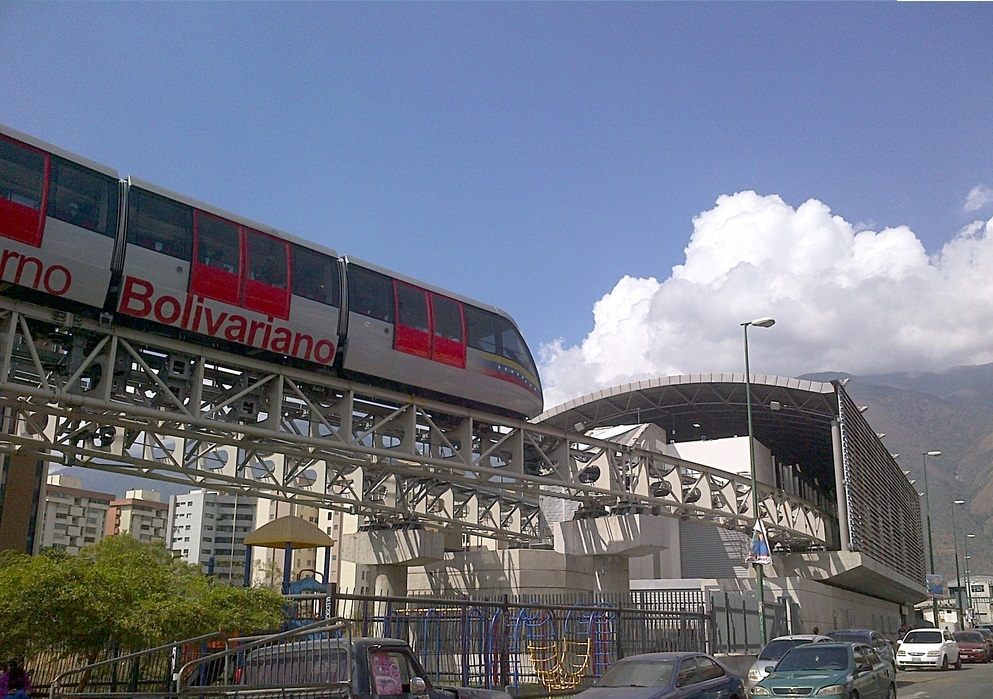
Cabletren de Petare, Municipio Sucre, Caracas

La jurisdicción de la Parroquia Petare es atravesada por importantes vías de comunicación en Caracas, como la Autopista Gran Mariscal de Ayacucho, avenida Río de Janeiro, la avenida Rómulo Gallegos, la Carretera Petare Santa Lucía, (carretera Petare Guarenas), la Autopista Francisco Fajardo y la avenida Boyacá. Además de ser atendida por varias estaciones de la Línea 1 del Metro de Caracas, El Cabletren y El Metrocable de Caracas. Varias líneas de bus recorren su territorio llegando hasta los sectores más populares del área.

## Lugares destacados
- Cruz de El Morro (Caracas)